# Rue de la Néva
La rue de la Néva est une voie du 8e arrondissement de Paris.

## Situation et accès
Elle commence au 260, rue du Faubourg-Saint-Honoré et se termine au 77, boulevard de Courcelles.
Le quartier est desservi par la ligne 2 aux stations Ternes et Courcelles.

## Origine du nom
Elle a reçu sa dénomination en référence à la Néva, fleuve de Russie, car elle se trouve en effet dans le « quartier russe » de Paris, près de la cathédrale Saint-Alexandre-Nevsky (saint Alexandre de la Néva), construite sous Napoléon III. Ce quartier était fréquenté autrefois par de nombreux Russes blancs émigrés après 1917 qui venaient à l'église russe et dans les nombreux restaurants russes des rues avoisinantes.

## Historique
Cette voie ouverte en 1880 et prend sa dénomination actuelle par un arrêté du 30 août 1884.

## Bâtiments remarquables et lieux de mémoire

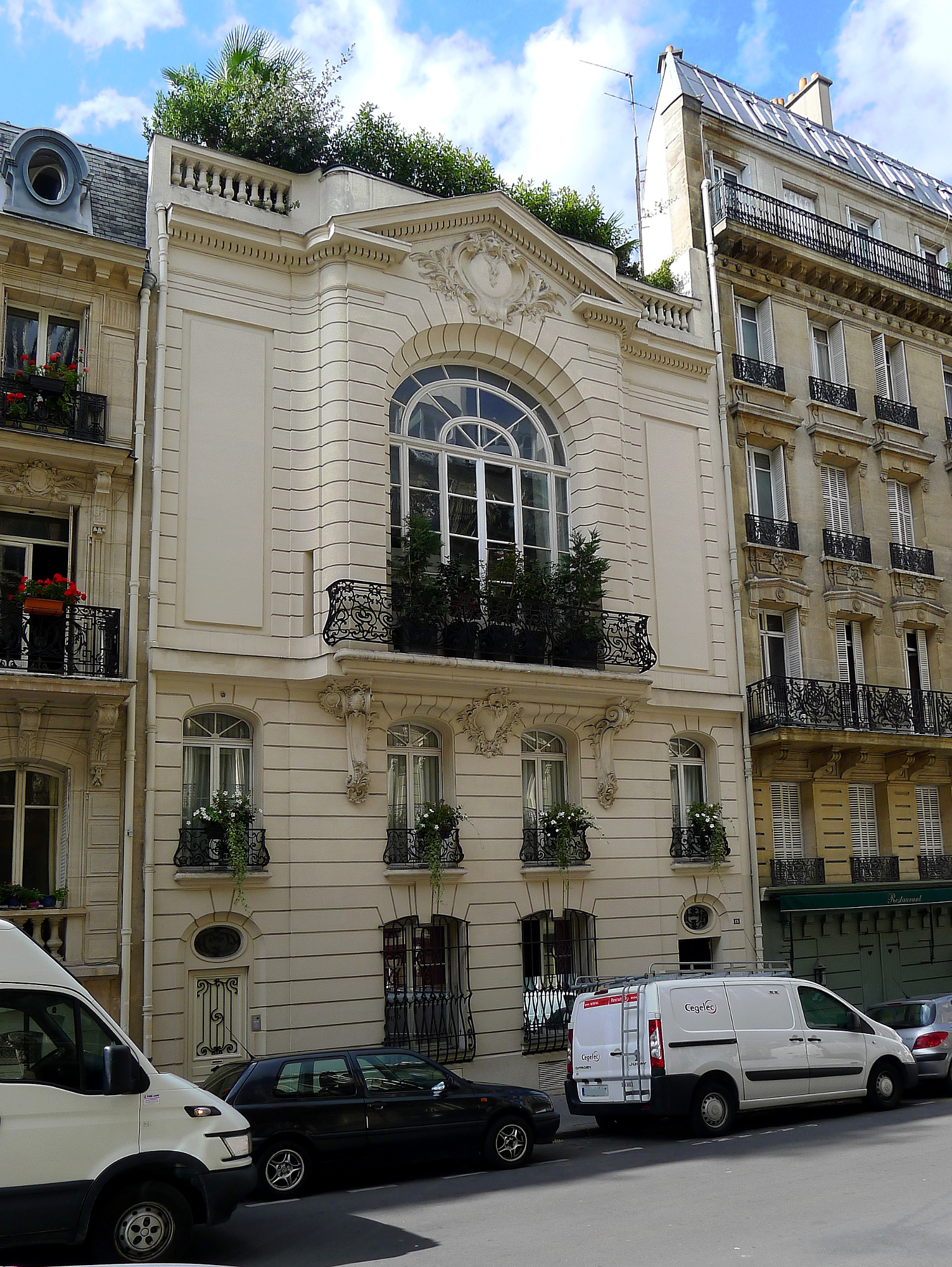
Ancien hôtel particulier au no 15, de Liane de Pougy.

- No 15 : « L'hôtel assez étrange qui attire l'attention est celui de Mme Liane de Pougy »[1] qui le revend à Jeanne Thylda[2]. Ancienne ambassade des Comores en France.

## Sources
- [PDF] « NÉVA (rue de la) » [PDF], sur apophtegme.com (version du 25 décembre 2014 sur Internet Archive).
- André Becq de Fouquières, Mon Paris et ses Parisiens. Le quartier Monceau, vol. II, Paris, Pierre Horay, 1954.
- Félix de Rochegude, Promenades dans toutes les rues de Paris. VIIIe arrondissement, Paris, Hachette, 1910.